# The Dark Side of the Moo
The Dark Side of the Moo (en català, El Costat Fosc del Moo) és un primerenc bootleg del grup de rock progressiu britànic Pink Floyd, que inclou enregistraments no disponibles en els àlbums que van editar als Estats Units. Tècnicament parlant, és un enregistrament pirata, ja que conté diverses pistes que havien tingut com a mínim una edició comercial.
El nom és un obvi joc de paraules amb The Dark Side of the Moon, l'àlbum més reeixit de la banda, i la coberta del davant d'Atom Heart Mother, en la qual s'hi presenta una vaca.

## Fons
L'àlbum va ser creat per una segell anònim conegut com a Trixie Rcords per un bootlegger anomenat "Richard", i per evitar detecció per part de les autoritats, va utilitzar un nom primerenc pel grup, "The Screaming Abdabs" en l'etiqueta del segell. "Richard" va crear el bootleg perquè estava frustrat per la quantitat de material que havia estat editat per la banda, però va haver-hi no fundar la seva manera a qualsevol àlbum àmpliament disponible, fins i tot recopilacions com Relics, o en edicions als Estats Units. Va admetre que, encara que una motivació clau per crear-lo era per la coberta, per quin va crear la seva fotografia pròpia d'una vaca en un camp.

## Recepció
Revisant el bootleg, Ritchie Unterberger va recomanar-lo per als aficionats que intentessin completar una col·lecció de Pink Floyd, dient "Si no està inclinat a gastar uns 50 dòlars addicionals o una cosa així, certament fa sentit per saltar per aquest, si el pots trobar." El disc va ser vendre més de 15.000 còpies, i va ser elogiat per la seva alta fidelitat. "Richard" deia que era el millor bootleg que va produir, i encara l'estava venent a mitjans dels anys noranta, anys després del seu llançament.
Tot i que alguns de les pistes són ara àmpliament disponibles, quan el bootleg va ser editat, alguns temes com «Point Me at the Sky», encara no havia estat alliberat en un àlbum normal (el 1992, «Point Me at the Sky» va ser editat com a part del disc extra de 'The Early Singles' en la caixa recopilatòria 'Shine On').

## Llista de cançons
| 1. | «Astronomy Domine»        | Syd Barrett                               | UK release of The Piper at the Gates of Dawn. Unreleased in the US at the time. | 4:08 |
| 2. | «Candy and a Currant Bun» | Barrett                                   | Cara B d'"Arnold Layne"                                                         | 2:43 |
| 3. | «Apples and Oranges»      | Barrett                                   | Single                                                                          | 3:01 |
| 4. | «It Would Be So Nice»     | Richard Wright                            | Single                                                                          | 3:41 |
| 5. | «Interstellar Overdrive»  | Barrett, Roger Waters, Wright, Nick Mason | Soundtrack recording from the film Tonite Lets All Make Love in London          | 3:04 |
| 6. | «Scream Thy Last Scream»  | Barrett                                   | Unreleased at the time; Later appeared on The Early Years 1965-1972             | 4:44 |

| 7.  | «Heart Beat, Pig Meat»               | Waters, Wright, David Gilmour, Mason | Soundtrack recording from the film Zabriskie Point                     | 3:09 |
| 8.  | «Crumbling Land»                     | Waters, Wright, Gilmour, Mason       | Soundtrack recording from the film Zabriskie Point                     | 4:12 |
| 9.  | «Embryo»                             | Waters                               | From Picnic – A Breath of Fresh Air. Later released in the US on Works | 4:39 |
| 10. | «Point Me at the Sky»                | Waters, Gilmour                      | Single                                                                 | 3:27 |
| 11. | «Come in Number 51, Your Time Is Up» | Waters, Wright, Gilmour, Mason       | Soundtrack recording from the film Zabriskie Point                     | 4:57 |
| 12. | «Mademoiselle Nobs»                  | Waters, Wright, Gilmour, Mason       | Soundtrack recording from the film Pink Floyd: Live at Pompeii         | 1:50 |